# Edmund van Woodstock

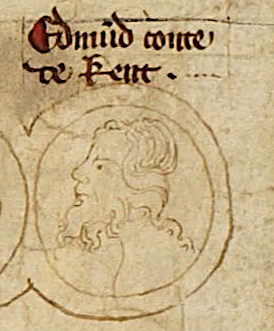
Voorstelling van Edmund van Woodstock uit de 14e eeuw.

Edmund van Woodstock (Woodstock, 5 augustus 1301 - Winchester, 19 maart 1330) was van 1321 tot aan zijn dood graaf van Kent. Hij behoorde tot het huis Plantagenet.

## Herkomst en schenking van een eigen landbezit
Edmund was de jongste zoon van koning Eduard I van Engeland uit diens tweede huwelijk met Margaretha, dochter van koning Filips III van Frankrijk. Hij was een halfbroer van koning Eduard II van Engeland en een broer van Thomas van Brotherton. 
Kort voor zijn dood in 1307 zegde zijn vader hem een landbezit ter waarde van 1000 mark toe, zonder echter duidelijk te maken welke landerijen hij bedoelde. Uiteindelijk wees zijn halfbroer Eduard II hem in 1315 meerdere goederen toe. In november 1319 schonk hij Edmund ook een gulle dotatie van 2.000 mark per jaar.

## Diplomatieke en politieke ondersteuning van Eduard II
De koning vertrouwde zijn officieel nog minderjarige halfbroers steeds meer politieke opdrachten toe. Edmund was een trouwe bondgenoot van zijn halfbroer en steunde hem in zijn conflicten met de adellijke oppositie. Met toestemming van de koning certificeerde hij in augustus 1318 het Verdrag van Leake, die Eduard II moest verzoenen met graaf Thomas van Lancaster. In het voorjaar 1320 leidde hij dan weer een gezantschap dat naar het Franse koningshof reisde en van daaruit naar Avignon trok, voor onderhandelingen met paus Johannes XXII. Het doel was om pauselijke toestemming te krijgen voor de promotie van Henry Burghersh tot bisschop van Lincoln. Ook wilden ze ervoor zorgen dat de paus de Engelse koning onthief van zijn eed om de Ordonnanties na te leven die de adellijke oppositie had afgedwongen. Op de terugreis ging het gezantschap naar het Franse Amiens, waar Edmund van Woodstock koning Filips V van Frankrijk huldigde voor zijn Zuid-Franse bezittingen. Terug in Engeland, werd Edmund in oktober 1320 voor het eerst benoemd tot lid van het Parlement van Engeland.

## Rol in de Despenser War
Vanaf 1318 oefenden de belangrijke hovelingen Hugh le Despenser de Oudere en diens gelijknamige zoon aanzienlijke invloed uit op de Engelse koning. De Despensers werden door talrijke edelen gehaat, wat in 1321 leidde tot de Despenser War, een gewelddadige opstand van de Marcher Lord, een machtig feodaal leger in de Welsh Marches. De baronnen die dit leger leidden plunderden de bezittingen van de Despensers in Zuid-Wales en marcheerden aansluitend naar Londen, waar het Parlement, waartoe ook Edmund behoorde, de koning dwong om de Despensers te verbannen. Zelfs Bartholomew de Badlesmere, de Lord Steward van het koninklijke huishouden, had zich bij de opstand aangesloten. Eduard II onthief de Despensers uit al hun ambten en benoemde in de plaats Edmund tot beheerder van Kent, commandant van Dover Castle en Lord Warden of the Cinque Ports. Op 26 juni 1321 volgde zijn promotie tot graaf van Kent en verkreeg hij extra rechten. Daarmee wilde Eduard II de positie van zijn vroegere vertrouweling Badlesmere in Kent, waar hij aanzienlijke gebieden bezat, verzwakken.
Daarenboven benoemde de koning hem op 26 september 1321 in de plaats van Badlesmere tot beheerder van het Tonbridge Castle in Kent. Omdat de rebellen er uiteindelijk niet in slaagden om hun succes uit te bouwen, begon Eduard II vanaf oktober de opstand militair te onderdrukken. Hij beval Edmund om in zijn bezittingen troepen te verzamelen voor een veldtocht. Vanaf eind 1321 nam Edmund zelf deel aan de veldtocht van de koning tegen de rebellen in de Welsh Marches. Nadat de opstand daar was neergeslagen, keerde Eduard II zich begin 1322 tegen de graaf van Lancaster. Samen met andere magnaten adviseerde Edmund op 11 maart aan de koning om Lancaster en de overgebleven rebellen tot verraders uit te roepen en hen met alle macht te bestrijden. Vervolgens gaf Eduard II aan Edmund en de graaf van Surrey de opdracht om Pontrefract Castle, een van de hoofdresidenties van Lancaster, te bezetten. Op 17 maart 1322 werd Thomas van Lancaster na de Slag bij Boroughbridge gevangengenomen en naar Pontrefract gebracht. Edmund was er lid van het tribunaal dat de graaf op 22 maart ter dood veroordeelde.
Eind 1322 kon de opgesloten rebel Maurice de Berkeley met de hulp van vrienden ontsnappen uit Wallingford Castle. Vervolgens verschansten Berkeley en zijn kompanen zich in het kasteel. Uiteindelijk stuurde de koning in januari 1323 Edmund en de oude Despenser naar Wallingford, om de burcht te heroveren. Naast Wallingford Castle veroverden ze ook Berkeley Castle, waar ze in de kapel de verdedigers van de burcht gevangen namen.
Voor zijn trouw aan de koning werd Edmund van Woodstock rijkelijk beloond. Eind maart 1322 gaf Eduard II hem omvangrijke bezittingen in Wales, die in beslag waren genomen van rebel Roger Mortimer. Daarnaast werd hij tot sheriff van Rutland benoemd en kreeg hij in juli 1322 het beheer van Oakham Castle toegewezen. In 1323 gaf de koning Edmund de opdracht om de aanhangers van rebel Robert le Ewer op te sluiten en te bestraffen. In september van dat jaar kreeg hij van de koning de toelating om in Northampton een riddertoernooi te organiseren.

## Dienst in Schotland en Frankrijk
Nadat hij zijn binnenlandse tegenstanders had verslagen, richtte Eduard II zich op de oorlog tegen Schotland. Edmund was een van de commandanten van het Engelse leger dat in augustus 1322 naar Schotland trok, maar op 14 oktober in de Slag bij Byland door de Schotten werd verslagen en vernietigd. Edmund vluchtte vervolgens samen met de koning naar York. Uit vrees voor een nieuwe Schotse invasie beval de koning Edmund en andere magnaten om zoveel mogelijk soldaten om te trommelen en tegen december naar York te voeren. In februari 1323 werd hij door Eduard II tot stadhouder van Schotland en de Scottish Marches benoemd. In Scottish Marches was hij de opvolger van de van verraad beschuldigde Andrew Harclay. Een maand later was Edmund een van de rechters die Harclay ter dood veroordeelde. Als stadhouder stuurde hij troepen naar Cumberland, Westmorland en Lancashire om de oorlog tegen de Schotten voor te zetten. Niet veel later, op 30 mei 1323, was Edmund aanwezig op de vergadering waarop Eduard II instemde met onderhandelingen met de Schotten. Hetzelfde jaar sloot de Engelse koning een wapenstilstand met Schotland, die voor drie jaar van kracht ging.
Eind 1323 brak in Gascogne, een streek in het zuidwesten van Frankrijk die tot het bezit van de Engelse koning behoorde, een conflict uit met Frankrijk. Nadat de eerste bemiddelingspogingen waren mislukt, trok Eduard II in april 1324 met een delegatie hoogwaardigheidsbekleders, waaronder Edmund en aartsbisschop Alexander Bicknor van Dublin, naar Parijs om te onderhandelen. De gesprekken leverden niets op, waarna de Fransen Gascogne beschouwden als in beslag genomen. Op 20 juli 1324 benoemde Eduard II Edmund tot luitenant-generaal van Gascogne, om het in de oorlog tegen Frankrijk te verdedigen. De onervaren Edmund maakte zich in Agenais al snel impopulair bij de plaatselijke bevolking, door de eisen die hij hen stelde, met als gevolg dat de Franse legeraanvoerder Karel van Valois deze regio in augustus 1324 snel veroverde. Edmund nam de vlucht naar La Réole, waar de Fransen hem insloten en belegerden. Edmund, die zich in een uitzichtloze toestand bevond, stemde in september in met een zes maanden lange wapenstilstand, waarbij de Fransen hun veroverde gebieden mochten behouden. Hij bleef in Gascogne en in april 1325 voerde hij een hulpleger aan dat de Engelse troepen in Gascogne moest ondersteunen.

## Rol tijdens de val van Eduard II
Om de oorlog met Frankrijk te beëindigen, ging Eduard II akkoord met vredesonderhandelingen. Omdat hij vreesde dat zijn tegenstanders van zijn afwezigheid zouden profiteren om hem omver te werpen, stuurde hij in maart 1325 zijn echtgenote Isabella naar Frankrijk. Koningin Isabella, een zus van koning Karel IV van Frankrijk, slaagde erin om snel een nieuwe wapenstilstand te onderhandelen. Daarbij accepteerden de Fransen dat de Engelse troonopvolger Eduard Karel IV zou huldigen als leenheer van Gascogne, wat op 24 september effectief gebeurde. Daarna weigerden Isabella en Eduard echter terug te keren naar Engeland, uit verzet tegen de invloed van de Despensers aan het koninklijk hof. Ook Edmund schaarde zich aan de zijde van de koningin. Samen met rebel Roger Mortimer, die aan zijn straf was ontkomen, planden ze om de Despensers en de koning af te zetten. Ondertussen beval Eduard II Edmund om terug te keren naar Engeland. Nadat Edmund weigerde, werden hij van zijn ambten ontheven en van zijn landerijen geconfisqueerd. Edmund begeleidde koningin Isabella naar het graafschap Henegouwen, waar kroonprins Eduard verloofd werd met Filippa, dochter van Willem, graaf van Henegouwen en Holland. De graaf stelde de samenzweerders een kleine strijdmacht ter beschikking, waarmee Mortimer, Isabella en Edmund in september 1326 in Engeland landden. Ze kregen al snel steun van Edmunds broer Thomas van Brotherton en Hendrik van Lancaster, de broer van de in 1322 geëxecuteerde graaf van Lancaster. De macht van Eduard II stuikte al snel ineen. Zowel Edmund als Thomas namen op 26 oktober 1326 deel aan de raadsverzameling in Bristol, waarbij kroonprins Eduard benoemd werd tot hoofd van de regering. Ook maakten ze allebei deel uit van de tribunalen die de oude en jonge Despenser ter dood veroordeelden. Edmund was eveneens lid van het eerste parlement dat door de nieuwe regering werd samengeroepen en van de door Hendrik van Lancaster geleide regentschapsraad. Op 1 februari 1327 was hij aanwezig bij de kroning van Eduard III.
Als dank voor zijn ondersteuning kreeg Edmund bezittingen, die voorheen tot de Despensers en de eveneens geëxecuteerde graaf van Arundel. In 1328 kreeg hij opnieuw bezittingen van de Despensers en op zijn wens kreeg hij ook een hofhouding toegewezen. Edmund was ook vaak terug te vinden aan het koninklijk hof. In 1327 commandeerde hij een leger dat een mislukte veldtocht in Schotland leidde. Nadat de afgezette koning Eduard II in september 1327 waarschijnlijk werd vermoord, was Edmund aanwezig bij diens bijzetting in de Kathedraal van Gloucester.

## Rol tijdens de regering van Isabella en Mortimer
Algauw werd duidelijk dat Edmund eigenlijk geen grote rol speelde in de nieuwe regering. De echte macht was in handen van Roger Mortimer, die gesteund werd door zijn geliefde, koningin Isabella. Net als zijn broer Thomas bleef in juli 1327 ver van de raadsverzameling in York. Op 6 juni was hij nog benoemd tot een van de commandanten van het leger dat het noorden van Engeland moest beschermen tegen Schotse aanvallen, maar reeds op 30 juni 1327 was Hendrik van Lancaster de enige aanvoerder van dit leger. Koning Eduard III nam deel aan de daaropvolgende mislukte veldtocht in Schotland, maar speelde geen grote rol in de strijd. In 1328 verbond Edmund zich met zijn broer Thomas, Hendrik van Lancaster en zijn schoonbroer Thomas Wake om de macht van Mortimer te beperken. In december 1328 ontmoetten de vier in Londen andere baronnen en prelaten die zich verzetten tegen Mortimers invloed. Het doel van het bondgenootschap was een hervorming van de regering, maar Edmund ondersteunde de oppositie slechts halfslachtig. In januari 1329 dreigde het conflict te escaleren tot een burgeroorlog, zeker toen Lancaster verklaarde dat hij geen andere keuze had dan het tegen de troepen van de koning op te nemen, waarna Edmund en zijn broer Thomas zich aan de zijde van Mortimer schaarden. Zonder hun steun was Lancaster militair te zwak, waardoor de revolutie in elkaar zakte. Hij verloor zijn politieke functies en de macht lag voortaan bij Isabella en Mortimer alleen. Ook Edmund bleef, ondanks zijn alliantiewissel, volledig zonder invloed. Hij kwam nog maar zelden voor in koninklijke oorkonden en werd aan het koninklijk hof niet graag gezien. In 1329 reisde hij in opdracht van de regering opnieuw naar Gascogne en het pauselijk hof in Avignon. Nadat hij was teruggekeerd naar Engeland begeleidden Edmund en zijn broer Thomas Filippa van Henegouwen, de echtgenote van Eduard III, naar Westminster Abbey, waar ze tot koningin van Engeland werd gekroond. 

## Val en dood
Ondertussen was Edmund ervan overtuigd dat zijn halfbroer Eduard II nog leefde en ergens werd gevangengehouden door Mortimer. Hoe hij dat idee opdeed, is niet geweten, maar hij sloot zich aan bij een groep samenzweerders die de afgezette koning wilden bevrijden en opnieuw op de troon zetten. De groep bestond uit geestelijken, maar ook uit vroegere aanhangers van de Despensers. Ze waren echter slecht georganiseerd en de samenzwering werd al snel ontdekt. In maart 1330 werd Edmund in het Parlement aangeklaagd voor verraad en ter dood veroordeeld. Zijn schoonbroer Thomas Wake werd eveneens aangeklaagd, maar kon net op tijd Engeland ontvluchten. Op 19 maart zou Edmund voor Winchester Castle onthoofd worden. Men vond echter geen enkele beul die de koningszoon wilde terechtstellen. Uiteindelijk vond Mortimer op de avond van 19 maart een crimineel die bereid was om de executie uit te voeren en in ruil niet vervolgd zou worden. Nadat het hoofd van Edmund was afgehakt, werd hij bijgezet in de Franciscanenkerk van Winchester. Ook werd zijn echtgenote na zijn dood gevangengezet en werden zijn landgoederen in beslag genomen. Enkele maanden later werd Mortimer na een staatsgreep van Eduard III afgezet. Edmund werd door de koning in eer hersteld en zijn oudste zoon Edmund kreeg zijn vroegere bezittingen toegewezen. Na zijn rehabilitatie werd zijn lijk in 1331 overgebracht naar Westminster Abbey.

## Huwelijk en nakomelingen
Eind 1325 was Edmund gehuwd met Margaret Wake (1300-1349), dochter van baron John Wake en weduwe van John Comyn. Ze kregen twee zonen en twee dochters:
- Edmund (1326-1331), graaf van Kent
- Margaretha (1327-1352), verloofd met heer Arnold Amanieu van Albret
- Johanna (1328-1385), gravin van Kent, huwde in 1340 met baron Thomas Holland en daarna in 1361 met Eduard van Woodstock, zoon van Eduard III van Engeland.
- Jan (1330-1352), graaf van Kent